# Aeroportul Mae Hong Son
Aeroportul Mae Hong Son (IATA: HGN, ICAO: VTCH) este un aeroport din Chong Kham⁠(d), Districtul Mueang Mae Hong Son, Provincia Mae Hong Son, Thailanda ce deservește zona Mae Hong Son⁠(d). Aeroportul a fost tranzitat în 2020 de 17.768 de pasageri. A fost numit după Provincia Mae Hong Son.
Situat la o altitudine de 283 m, aeroportul dispune de o singură pistă.